# Anne Schedeen
 (juin 2020).
Si vous disposez d'ouvrages ou d'articles de référence ou si vous connaissez des sites web de qualité traitant du thème abordé ici, merci de compléter l'article en donnant les références utiles à sa vérifiabilité et en les liant à la section « Notes et références ».
Luanne Ruth Schedeen née le 8 janvier 1949 à Portland, Oregon, (États-Unis), connue professionnellement comme Anne Schedeen, est une actrice américaine qui joua notamment le rôle de Kate Tanner dans la série télévisée Alf, qui a duré de 1986 à 1990.

## Biographie
Luanne Ruth Schedeen est née le 8 janvier 1949 à Portland, Oregon. Sa mère, Betty Jane (née Moore) était également originaire de Portland. Son père était Roland E. 'Poly' Schedeen, fermier et ancien sénateur de l'État de l'Oregon. Schedeen a deux frères et sœurs plus jeunes: une sœur, Sarabeth, et son frère Tony ; ainsi qu'un demi-frère aîné, Brinkley (1946-2009), issu du premier mariage de sa mère. 
Elle a fréquenté la Gresham High School à Gresham, dans l'Oregon, où elle a obtenu son diplôme en 1967. Elle a ensuite déménagé à New York pour poursuivre une carrière d'actrice.
À New York, Schedeen a signé un contrat intérimaire avec Universal Pictures et a par la suite déménagé à Los Angeles. De 1974 à 1976, Schedeen est apparu dans un rôle récurrent dans Carol dans la série Emergency!, et dans la vedette de la fille du docteur Marcus Welby, Carol Porter, dans 12 épisodes du drame médical Docteur Marcus Welby. En 1976, elle joue un rôle de premier plan dans Embryo, un film d'horreur de science-fiction aux côtés de Rock Hudson et de Diane Ladd, dans lequel elle joue la belle-fille d'un médecin (Hudson) qui utilise les hormones de croissance commencer à grandir les humains. 
En 1979, elle a joué un second rôle dans la série télévisée Champions: A Love Story, et a ensuite joué dans plusieurs épisodes de la série humoristique Vivre à trois de 1977 à 1982. Schedeen a joué un second rôle dans la série éphémère Paper Dolls (1984), aux côtés de Lauren Hutton et Morgan Fairchild.
Elle est surtout connue pour son rôle de Kate Tanner dans la sitcom Alf, diffusée de 1986 à 1990, dans laquelle elle a dépeint une mère qui accueille un extraterrestre chez elle. La série a été un succès commercial et a attiré l'attention internationale sur Schedeen. Après la conclusion de la série, elle est apparue dans Perry Mason: L'affaire du gangster maligné (1991). En 2001, elle a joué un rôle récurrent dans la série dramatique juridique Amy.
En 2015, Schedeen est devenu ambassadrice de Holiday Heroes, une organisation à but non lucratif basée en Bulgarie qui aide les familles défavorisées.

## Filmographie

### Cinéma
- 1976 : Embryo de Ralph Nelson : Helen Holliston
- 1983 : Second Thoughts (en) de Lawrence Turman : Janis
- 1996 : Vengeance froide (Heaven’s Prisoners) de Phil Joanou : Jungle Room Patron

### Télévision

#### Séries télévisées
- 1974 : L'Homme qui valait trois milliards (The Six Million Dollar Man) : Tina Larson (saison 1, épisode 11 : Le Mal de l'espace)
- 1974 : Get Christie Love! (en) : Gloria (saison 1, épisode 1)
- 1974 : L'Homme de fer (Ironside) : Vicki (saison 8, épisode 12)
- 1974 : Lucas Tanner (en) : Carolyn (saison 1, épisode 11)
- 1974-1976 : Docteur Marcus Welby (Marcus Welby, M.D.) : Mariette / Mrs. Elizabeth Carstairs / Sandy Porter (12 épisodes)
- 1974-1976 : Emergency! (en) : Nurse / Nurse Carol / Margo (6 épisodes)
- 1975 : Un shérif à New York (McCloud) : Tina (saison 6, épisode 1)
- 1975 : Three for the Road (en) : ? (saison 1, épisode 9)
- 1975 et 1978 : Switch : Lisa / Keelie Blair (épisode pilote : Switch et saison 3, épisode 10 : Dangerous Curves)
- 1976 : Super Jaimie (The Bionic Woman) : Milly Wilson (saison 1, épisode 12)
- 1977 : Lanigan's Rabbi : Barbara James (saison 1, épisode 2)
- 1977 : Kingston: Confidential : Melanie Woods (saison 1, épisode 3)
- 1977 : Family (en) : Susie (saison 2, épisode 15 et 22)
- 1978 : Baretta : Linda (saison 4, épisode 12)
- 1978 : Project U.F.O. (en) : Helen McNair (saison 1, épisode 1)
- 1978-1982 : Three's Company : Lisa Page / Louise Prescott / Linda (5 épisodes)
- 1979 : Friends (en) : Alice Price / Miss Price (saison 1, épisode 2 et 4)
- 1979 : L'Incroyable Hulk (The Incredible Hulk) : Kimberly Dowd (saison 3, épisode 5)
- 1980 : Semi-Tough : Amanda (saison 1, épisode 2)
- 1982 et 1985 : Simon et Simon (Simon & Simon) : Bailey Randall / Claire Stafford (saison 2, épisode 5 et saison 5, épisode 10)
- 1984 : Cheers : Emily Phillips (saison 2, épisode 20)
- 1984 : E/R : Karen Sheridan (saison 2, épisode 3)
- 1984 : Paper Dolls : Sara Frank (13 épisodes)
- 1986 : Magnum (Magnum, P.I.) : Audrey Gilbert (saison 6, épisode 11)
- 1986 : Si c'était demain (If Tomorrow Comes) : Charlotte (épisode 1)
- 1986 : Arabesques (Murder, She Wrote) : Julia la victime (saison 2 épisode 22)
- 1986-1990 : Alf : Kate Tanner (101 épisodes)
- 2001 : Amy (Judging Amy) : Détective Peggy Fraser (3 épisodes)
- 2014 : Tiny Nuts : Anne (saison 1, épisode 2)

#### Téléfilms
- 1974 : Aloha Means Goodbye de David Lowell Rich : Stewardess
- 1975 : You Lie So Deep, My Love de David Lowell Rich : Ellen
- 1977 : Flight to Holocaust de Bernard L. Kowalski : Linda Michaels
- 1977 : Exo-Man (en) de Richard Irving : Emily Frost
- 1978 : Almost Heaven de Bill Persky : Margie
- 1979 : Champions: A Love Story de John A. Alonzo : Diane Kachatorian
- 1979 : Never Say Never de Charles S. Dubin : Dr Sarah Keaton
- 1982 : Little Darlings de Joel Zwick : Camp Counsellor
- 1985 : Braker (en) de Victor Lobl : Lieutenant Polly Peters
- 1986 : Mort en eau trouble (en) (Slow Burn) de Matthew Chapman : Mona
- 1989 : Cast the First Stone de John Korty : Elaine Stanton
- 1991 : Perry Mason: The Case of the Maligned Mobster de Ron Satlof : Paula Barrett
- 1993 : Femme fatale (en) (Praying Mantis) de James Keach : Karen